# Aethiopodillo grisea
Aethiopodillo grisea är en kräftdjursart som beskrevs av Karl Wilhelm Verhoeff 1942. Aethiopodillo grisea ingår i släktet Aethiopodillo och familjen Armadillidae. Inga underarter finns listade i Catalogue of Life.